# 縮退炉
縮退炉（しゅくたいろ）とは、SF作品に登場する架空の装置である。
その原理は作品ごとに異なるが、莫大なエネルギーを持つとされることは共通である。主に恒星間宇宙船やスーパーロボットの動力源として使用される。